# Марс из Тоди
Марс из Тоди — условное название, под которым известна этрусская бронзовая статуя конца V или начала IV века до н. э.

## История и описание

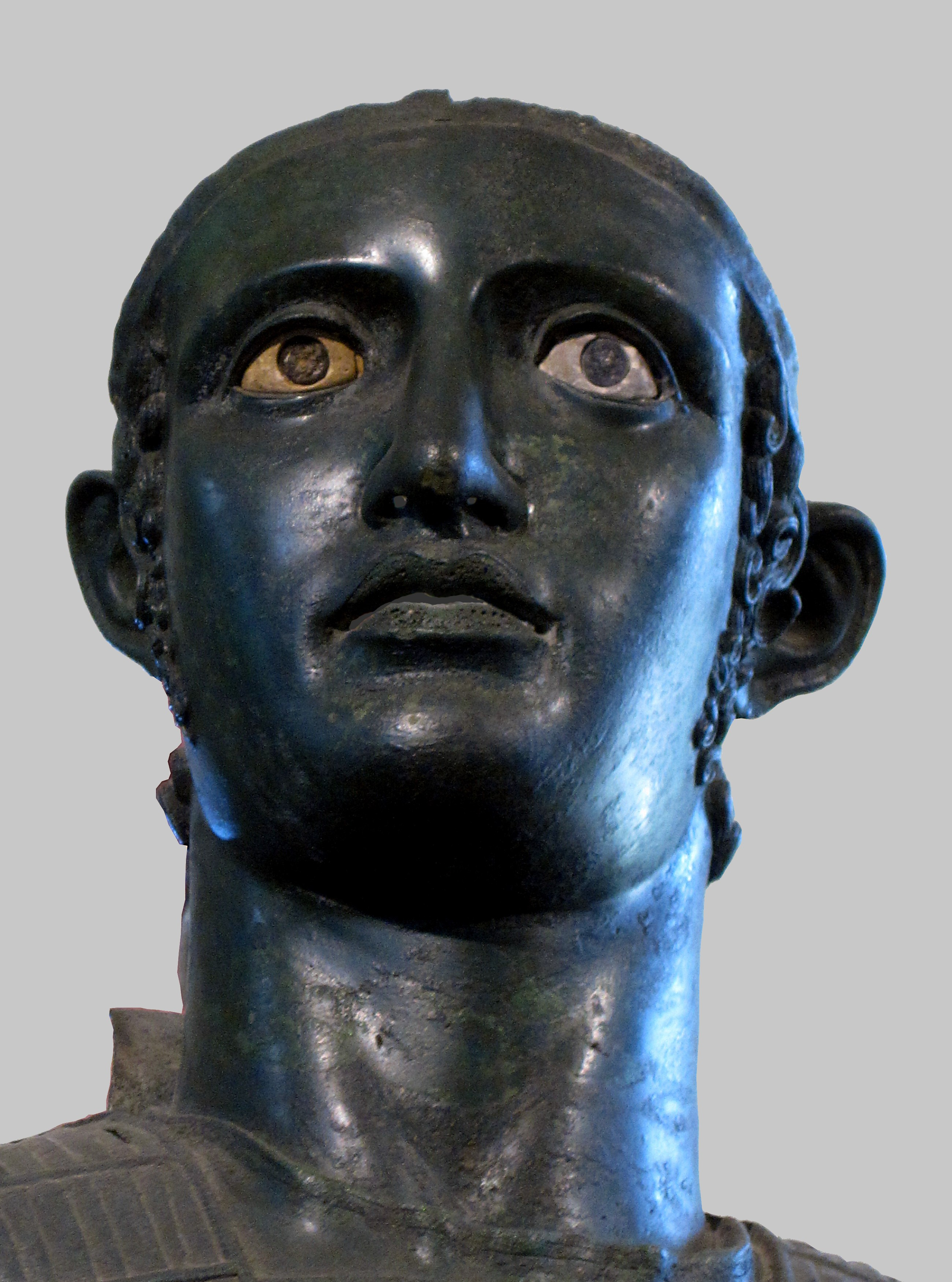
лицо Марса из Тоди

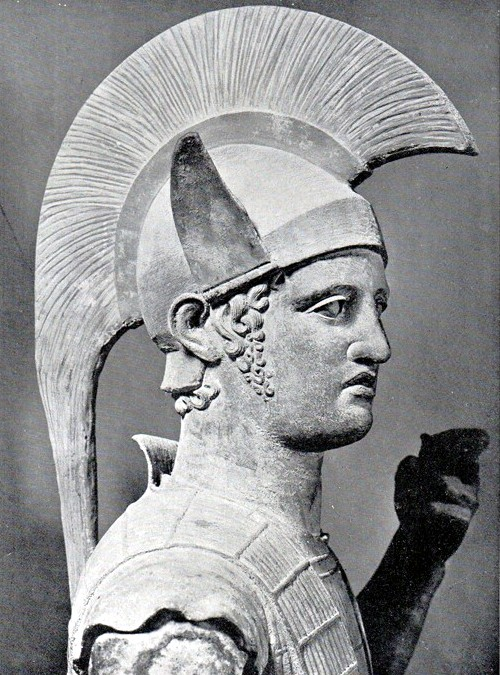
Марс из Тоди в шлеме, добавленном Торвальдсеном

Статуя была найдена в 1835 году в итальянской Умбрии, недалеко от Тоди (древний Тудер), на склоне горы Монтесанто, на территории, принадлежащей францисканскому монастырю. Непосредственно после открытия статуя была сочтена изображением Марса, однако сегодня эта версия не является единственной. 
Статуя представляет собой изображение молодого мужчины в тораксе, одетом поверх короткой туники. Фигура стоит в позе контрапоста, что отражает влияние греческой скульптуры того же периода. При этом этрусским скульптором был сделан акцент на бычью шею воина и его мускулистые бёдра — детали, которые критики XIX века считали отступлением от канонов античных пропорций, вызванным, якобы, недостатком мастерства. 
Высота статуи 141 см. Она выполнена из бронзы, но белки глаз и зубы посеребрены. В левой руке воин держал копье, тогда как в правой — чашу для возлияния. Осколки копья и чаша были найдены рядом со скульптурой, но отдельно от неё, и в дальнейшем к ней не присоединялись. 
Статуя была найдена в хорошей сохранности, но без шлема и постамента. Вскоре после обнаружения статуи один из ключевых скульпторов классицизма, датчанин Бертель Торвальдсен, работавший в Риме, создал для статуи шлем, который, однако, был отсоединён от неё в ходе одной из последующих реставраций.
Статуя Марса из Тоди является экспонатом Григорианского Этрусского музея — одного из музеев Ватикана.

## Исторический контекст
Этруски в древней Италии славились своим мастерством бронзового литья, и, в частности, изготовлением статуй. Когда римляне в 265 году до нашей эры захватили важнейший город этрусков — Вольсинии, то, по словам античных историков, вывезли оттуда 2 000 статуй. Даже если эта цифра — преувеличение, ясно, что количество этрусских статуй только в Вольсиниях исчислялось сотнями, но лишь единицы из них сохранились до наших дней.
Место, где была найдена статуя, в период её создания являлась территорией племени умбров, тесно взаимодействовавших с этрусками.

## Надпись

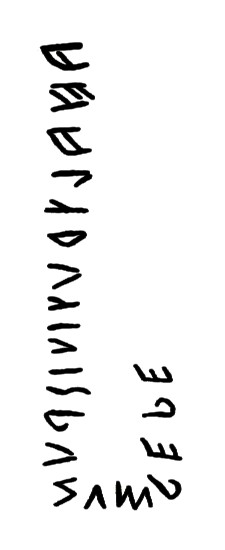
Прорисовка надписи

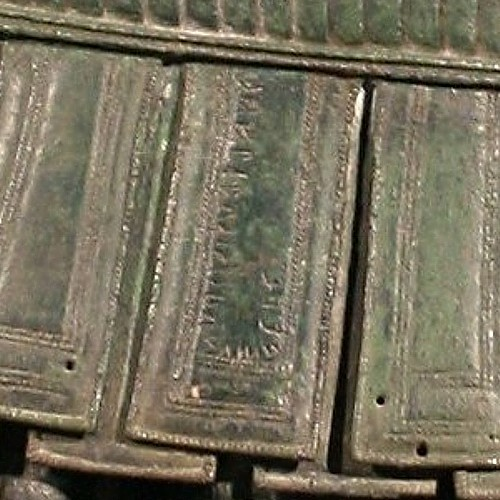
Общий вид надписи, вьющейся по краю пластины торакса

На статуе сохранилась посвятительная надпись выполненная этрусским алфавитом на умбрском языке — индоевропейском, весьма близким к латыни. Надпись нанесена на одну из нижних пластин торакса. 
Надпись гласит (транслитерация латиницей): AHAL TRUTITIS DUNUM DEDE (транслитерация кириллицей: АХАЛ ТРУТИТИС ДУНУМ ДЕДЕ). 
Примечательно использование буквы D, которая отсутствует в этрусском алфавите, поскольку соответствующий звук не встречается в этрусском языке. Первоначально умбры использовали для своих надписей этрусские, а позднее латинские буквы. Поэтому невозможно однозначно определить, кем была создана надпись — умбром или этруском.
AHAL TRUTITIS, по-видимому, является именем человека кельтского происхождения. DUNUM — винительный падеж слова, означающего «дар». DEDE — глагол третьего лица совершенного вида, означающий «он дал». В целом, приблизительный перевод выглядит следующим образом: «Ахал Трутитис дал (эту статую) в дар».

## Личность изображённого
Таким образом, статуя представляла собой вотивный дар, вероятно поднесённый храму. Это мог быть храм Ларана, этрусского бога войны, или Марса, которому умбры молились наряду с римлянами. Почему человек, поднесший статую, был кельтом — неизвестно. Неясно также, изображает ли статуя бога или дарителя. То, что воин изображён совершающим ритуальное возлияние перед битвой, которое представляет собой род молитвы, обращённой к богам, допускает и второе толкование.